# Кукча (канал)
Кукча́ (узб. Ko‘kcha arig‘i, Кўкча ариғи) — оросительный канал (арык) в Алмазарском, Шайхантахурском и Учтепинском районах Ташкента, левый отвод канала Калькауз (после его разделения на два канала).
В дореволюционном Ташкенте играл ключевую роль в водоснабжении целого ряда земель, расположенных в даха (районе) Кукча.

## Общее описание
Длина канала составляет 5,5 км, из них 3,7 км приходятся на бетонное русло, 1,8 км — на земляное русло. Согласно энциклопедии «Ташкент», максимальная пропускная способность канала составляет 650 л/с, а орошаемая каналом площадь 320 га. По данным К. Холматова и П. Баратова (1983) в Кукчу из Калькауза поступает 0,9 м³/с, а орошаемая площадь земель в Алмазарском и Шайхантахурском районах составляет до 1670 га.

## Течение канала
Кукча является одним из 13 каналов-отводов Калькауза и одновременно его продолжателем после разделения русла надвое в районе улицы Фараби. Канал Кукча отходит влево от разделения, вправо отсюда течёт канал Чагатай (на современных картах название Калькауз употребляют и к верхнему течению Чагатая, после отхода Кукчи).
Кукча течёт в общем юго-восточном направлении. Сразу после отделения канал пересекает улицу Фараби, затем — проспект Беруни, выходя с территории Алмазарского района на территорию Шайхонтохурского района. Ниже пересекается с улицами Шоахмеда Шомахмудова, Кызыл-Шарк, Оксой. Выходит к улице Уйгура и течёт по её правой стороне в западном направлении. Далее арык пересекает улицы Зиё Саида, Дадила и вторично выходит к улице Уйгура.
Здесь на Кукче стоит водоотделитель, распределяющий воды канала между отводами Бешкайрагач и Бирлик. Посредством этих арыков воды, остающиеся в русле Кукчи, за Ташкентской кольцевой автомобильной дорогой достигают канала Каракамыш и через него вливаются в Нижний Бозсу.

## Исторические сведения
В начале XX века канал Кукча протекал по одноимённому району (даха) Ташкента, проходя через махалли Джарарык, Актепа, Хиёбон, Шаликулок, Шахидонтепа, Баландкуприк, Чакар, Обиназир, Шахнишин и являлся основным источником водоснабжения данных земель.
В 1930-м году канал был реконструирован (этот год может указываться как год постройки канала).